# 19. Screen Actors Guild-gála
A 19. Screen Actors Guild-gála a 2012-es év legjobb filmes és televíziós alakításait értékelte. A díjátadót 2013. január 27-én tartották a Los Angeles-i Shrine Auditoriumban, immár tizenhetedik alkalommal. A ceremóniát a TNT és a TBS televízióadók egyszerre közvetítették élőben, az észak-amerikai időzóna szerint este nyolc órától. A jelöltek listáját 2012. december 12-én hozták nyilvánosságra.
2012. augusztus 21-én tették közzé, hogy a Screen Actors Guild-életműdíjat Dick Van Dyke kapja meg.

## Győztesek és jelöltek

### Film
| Legjobb férfi főszereplő | Legjobb férfi főszereplő | Legjobb női főszereplő     | Legjobb női főszereplő |
| --- | --- | -------------------------- | --- |
| | - Daniel Day-Lewis – Lincoln (Abraham Lincoln) - Bradley Cooper – Napos oldal (Patrizio "Pat" Solitano, Jr.) - John Hawkes – A kezelés (Mark O'Brien) - Hugh Jackman – A nyomorultak (Jean Valjean) - Denzel Washington – Kényszerleszállás (William "Whip" Whitaker, Sr.) |                            | - Jennifer Lawrence – Napos oldal (Tiffany Maxwell) - Jessica Chastain – Zero Dark Thirty – A Bin Láden hajsza (Maya) - Marion Cotillard – Rozsda és csont (Stéphanie) - Helen Mirren – Hitchcock (Alma Reville) - Naomi Watts – A lehetetlen (Maria Bennett) |
| Legjobb férfi mellékszereplő | Legjobb férfi mellékszereplő | Legjobb női mellékszereplő | Legjobb női mellékszereplő |
| | - Tommy Lee Jones – Lincoln (Thaddeus Stevens) - Alan Arkin – Az Argo-akció (Lester Siegel) - Javier Bardem – Skyfall (Raoul Silva) - Robert De Niro – Napos oldal (Patrizio "Pat" Solitano, Sr.) - Philip Seymour Hoffman – The Master (Lancaster Dodd)                   |                            | - Anne Hathaway – A nyomorultak (Fantine) - Sally Field – Lincoln (Mary Todd Lincoln) - Helen Hunt – A kezelés (Cheryl Cohen-Greene) - Nicole Kidman – Az újságos fiú (Charlotte Bless) - Maggie Smith – Keleti nyugalom – Marigold Hotel (Muriel Donnelly)   |
| Legjobb szereplőgárda (mozifilm) | |                            | |
| - Az Argo-akció – Ben Affleck, Alan Arkin, Kerry Bishé, Kyle Chandler, Rory Cochrane, Bryan Cranston, Christopher Denham, Tate Donovan, Clea DuVall, Victor Garber, John Goodman, Scoot McNairy, Chris Messina - Keleti nyugalom – Marigold Hotel – Judi Dench, Celia Imrie, Bill Nighy, Dev Patel, Ronald Pickup, Maggie Smith, Tom Wilkinson, Penelope Wilton - A nyomorultak – Asabelle Allen, Samantha Barks, Sacha Baron Cohen, Helena Bonham Carter, Russell Crowe, Anne Hathaway, Daniel Huttlestone, Hugh Jackman, Eddie Redmayne, Amanda Seyfried, Aaron Tveit, Colm Wilkinson - Lincoln – David Costabile, Daniel Day-Lewis, Sally Field, Joseph Gordon-Levitt, Hal Holbrook, Tommy Lee Jones, James Spader, David Strathairn - Napos oldal – Bradley Cooper, Robert De Niro, Anupam Kher, Jennifer Lawrence, Chris Tucker, Jacki Weaver | |                            | |
| Legjobb kaszkadőrgárda (mozifilm) | |                            | |
| - Skyfall - A csodálatos Pókember - Halálos iramban 6. - A Bourne-hagyaték - A sötét lovag – Felemelkedés - A nyomorultak | |                            | |

### Televízió
| Legjobb színész (minisorozat vagy tévéfilm) | Legjobb színész (minisorozat vagy tévéfilm) | Legjobb színésznő (minisorozat vagy tévéfilm) | Legjobb színésznő (minisorozat vagy tévéfilm) |
| --- | --- | --------------------------------------------- | --- |
| | - Kevin Costner – Hatfields & McCoys (Devil Anse Hatfield) - Woody Harrelson – Versenyben az elnökségért (Steve Schmidt) - Ed Harris – Versenyben az elnökségért (John McCain) - Clive Owen – Hemingway és Gellhorn (Ernest Hemingway) - Bill Paxton – Hatfields & McCoys (Randolph McCoy)  |                                               | - Julianne Moore – Versenyben az elnökségért (Sarah Palin) - Nicole Kidman – Hemingway és Gellhorn (Martha Gellhorn) - Charlotte Rampling – A múlt árnyékában (Eva Delectorskaya) - Sigourney Weaver – Political Animals (Elaine Barrish Hammond) - Alfre Woodard – Acélmagnóliák (Ouiser)                  |
| Legjobb színész (drámasorozat) | Legjobb színész (drámasorozat) | Legjobb színésznő (drámasorozat)              | Legjobb színésznő (drámasorozat) |
| | - Bryan Cranston – Breaking Bad – Totál szívás (Walter White) - Steve Buscemi – Boardwalk Empire – Gengszterkorzó (Nucky Thompson) - Jeff Daniels – Híradósok (Will McAvoy) - Jon Hamm – Mad Men – Reklámőrültek (Don Draper) - Damian Lewis – Homeland – A belső ellenség (Nicholas Brody) |                                               | - Claire Danes – Homeland – A belső ellenség (Carrie Mathison) - Michelle Dockery – Downton Abbey (Lady Mary Crawley) - Jessica Lange – Amerikai Horror Story: Zártosztály (Jude Martin / Judy Martin) - Julianna Margulies – A férjem védelmében (Alicia Florrick) - Maggie Smith – Downton Abbey (Violet) |
| Legjobb színész (vígjátéksorozat) | Legjobb színész (vígjátéksorozat) | Legjobb színésznő (vígjátéksorozat)           | Legjobb színésznő (vígjátéksorozat) |
| | - Alec Baldwin – A stúdió (Jack Donaghy) - Ty Burrell – Modern család (Phil Dunphy) - Louis C.K. – Louie (Louie) - Jim Parsons – Agymenők (Dr. Sheldon Cooper) - Eric Stonestreet – Modern család (Cameron Tucker)                                                                          |                                               | - Tina Fey – A stúdió (Liz Lemon) - Edie Falco – Jackie nővér (Jackie Peyton) - Amy Poehler – Városfejlesztési osztály (Leslie Knope) - Sofía Vergara – Modern család (Gloria Delgado-Pritchett) - Betty White – Vérmes négyes (Elka Ostrovsky)                                                             |
| Legjobb szereplőgárda (drámasorozat) | |                                               | |
| - Downton Abbey – Hugh Bonneville, Zoe Boyle, Laura Carmichael, Jim Carter, Brendan Coyle, Michelle Dockery, Jessica Brown Findlay, Siobhan Finneran, Joanne Froggatt, Iain Glen, Thomas Howes, Rob James-Collier, Allen Leech, Phyllis Logan, Elizabeth McGovern, Sophie McShera, Lesley Nicol, Amy Nuttall, David Robb, Maggie Smith, Dan Stevens, Penelope Wilton - Boardwalk Empire – Gengszterkorzó – Steve Buscemi, Chris Caldovino, Bobby Cannavale, Meg Chambers Steedle, Charlie Cox, Jack Huston, Patrick Kennedy, Anthony Laciura, Kelly Macdonald, Gretchen Mol, Vincent Piazza, Paul Sparks, Michael Stuhlbarg, Shea Whigham, Anatol Yusef - Breaking Bad – Totál szívás – Jonathan Banks, Betsy Brandt, Bryan Cranston, Laura Fraser, Anna Gunn, RJ Mitte, Dean Norris, Bob Odenkirk, Aaron Paul, Jesse Plemons, Steven Michael Quezada - Homeland – A belső ellenség – Morena Baccarin, Timothée Chalamet, Claire Danes, Rupert Friend, David Harewood, Diego Klattenhoff, Damian Lewis, David Marciano, Navid Negahban, Jackson Pace, Mandy Patinkin, Zuleikha Robinson, Morgan Saylor, Jamey Sheridan - Mad Men – Reklámőrültek – Ben Feldman, Jay R. Ferguson, Jon Hamm, Jared Harris, Christina Hendricks, Vincent Kartheiser, Robert Morse, Elisabeth Moss, Jessica Paré, Teyonah Parris, Kiernan Shipka, John Slattery, Rich Sommer, Aaron Staton | |                                               | |
| Legjobb szereplőgárda (vígjátéksorozat) | |                                               | |
| - Modern család – Aubrey Anderson-Emmons, Julie Bowen, Ty Burrell, Jesse Tyler Ferguson, Nolan Gould, Sarah Hyland, Ed O’Neill, Rico Rodriguez, Eric Stonestreet, Sofía Vergara, Ariel Winter - A stúdió – Scott Adsit, Alec Baldwin, Tina Fey, Judah Friedlander, Jane Krakowski, Jack McBrayer, Tracy Morgan, Keith Powell - Agymenők – Mayim Bialik, Kaley Cuoco, Johnny Galecki, Simon Helberg, Kunal Nayyar, Jim Parsons, Melissa Rauch - Glee – Sztárok leszünk! – Dianna Agron, Chris Colfer, Darren Criss, Samuel Larsen, Vanessa Lengies, Jane Lynch, Jayma Mays, Kevin McHale, Lea Michele, Cory Monteith, Heather Morris, Matthew Morrison, Alex Newell, Chord Overstreet, Amber Riley, Naya Rivera, Mark Salling, Harry Shum Jr., Jenna Ushkowitz - Jackie nővér – Mackenzie Aladjem, Eve Best, Jake Cannavale, Bobby Cannavale, Peter Facinelli, Edie Falco, Dominic Fumusa, Arjun Gupta, Lenny Jacobson, Ruby Jerins, Paul Schulze, Anna Deavere Smith, Stephen Wallem, Merritt Wever | |                                               | |
| Legjobb kaszkadőrgárda (televízió) | |                                               | |
| - Trónok harca - Boardwalk Empire – Gengszterkorzó - Breaking Bad – Totál szívás - Kemény motorosok - The Walking Dead | |                                               | |

### Screen Actors Guild-életműdíj
- Dick Van Dyke

## In Memoriam
A gála "in memoriam" szegmense az alábbi, 2012-ben elhunyt személyekről emlékezett meg:
- Ben Gazzara
- George Lindsey
- Lupe Ontiveros
- Deborah Raffin
- Peter Breck
- Larry Hagman
- Whitney Houston
- Alex Karras
- Martha Greenhouse
- Susan Tyrrell
- Al Freeman Jr.
- Gary Collins
- Nicol Williamson
- Robert Hegyes
- Ron Palillo
- Jack Klugman
- Herbert Lom
- Conrad Bain
- Yale Summers
- Ann Rutherford
- Jonathan Frid
- Harry Carey Jr.
- Chad Everett
- Celeste Holm
- Sherman Hemsley
- James Farentino
- Tony Epper
- Michael Clarke Duncan
- Russell Means
- Warren Stevens
- Frank Cady
- Charles Durning
- Yvette Wilson
- William Windom
- Davy Jones
- Kathryn Joosten
- Phyllis Diller
- Richard Dawson
- Dick Clark
- Andy Griffith
- Ernest Borgnine

## Fordítás
- Ez a szócikk részben vagy egészben  a(z)   19th Screen Actors Guild Awards című angol Wikipédia-szócikk fordításán alapul.  Az eredeti cikk szerkesztőit annak laptörténete sorolja fel. Ez a jelzés csupán a megfogalmazás eredetét és a szerzői jogokat jelzi, nem szolgál a cikkben szereplő információk forrásmegjelöléseként.